# Free-to-play
Free-to-play（フリー・トゥ・プレイ、略：F2PまたはFtP）は、コンテンツの重要な部分へのアクセスを無料でプレイヤーに提供するコンピュータゲームを指す。F2Pゲームは数種類存在するが、最も一般的なのはフリーミアムソフトウェアモデルをベースとしたものであり、したがってF2Pゲームは完全無料ではないことが多い。フリーミアムゲームではユーザーはゲームの全機能にアクセスすることができるが、追加コンテンツにアクセスするためにはマイクロトランザクション(アイテム課金)を支払わなければならない。F2Pは初めてサービスを利用する前に支払いが必要な「Pay to play」とは対照的である。日本では「基本プレイ無料」または「基本無料」が一般的である。
最初に本モデルが普及したのはカジュアルゲーマー向けの初期の大規模マルチプレイヤーオンラインゲーム(MMO)においてであり、その後ビデオゲームの海賊版や高いシステム要件に対処するために大手ゲームパブリッシャーがリリースするゲーム等での幅広い採用が見られるようになった。前払いがなければパブリッシャーはゲーム内アイテムに課金するかゲーム内広告をゲームに設置することがある。

## カテゴリー
F2Pのゲームにはいくつかの種類がある。
シェアウェア
pay to playゲームの完全版ライセンスをユーザーに購入してもらうことを意図して用意された試験版ソフトウェア。体験版という名でも知られており、シェアウェアはしばしば完全版のゲームに比べて機能が著しく制限されたものを無料ユーザーに提供する。
フリーミアムゲーム
『Star Wars: The Old Republic』や『エーペックスレジェンズ』『フォートナイト バトルロイヤル』および大半のMOBAゲームは無料で製品の「完全版」を提供する一方で、ユーザーはプレミアム機能を利用したり部分的な服装などの仮想アイテムを入手したりするためにマイクロペイメントを支払うことになる。

## ゲームメカニズム
ゲーム内アイテムは純粋に容姿を変えることができるものや、プレイヤーのパワーを強化するもの、進行スピードを加速させるものなど多様なアイテムがある。これらのゲームのデベロッパーが用いる共通のテクニックは購入アイテムに期限を設けることであり、期限切れ後にユーザーがアイテムを引き続き利用するには再購入する必要がある。他の共通したメカニズムは2種類のゲーム内通貨の搭載である。一つは通常のゲームプレイで獲得でき、もう一つは現実世界の金で購入することが可能である。第二に、時々少量の「有償」通貨が特定時(最初にゲームを始めた時やクエスト完了時、ゲームを友人に紹介した時など)に無料でプレイヤーに与えられる。多くのブラウザゲームはプレイヤーが行動を起こすと枯渇していく「エネルギーバー」を搭載している。これらのゲームはその後、バーを満たすためのコーヒーやスナックなどのアイテムを販売する。
F2Pゲームはインストールとプレイは無料であるが、プレイヤーはゲームをプレイするようになればアイテムやマップ、拡張カスタマイズオプションなどのコンテンツを購入できるようになる。Id Softwareの『Quake Live』 などの一部ゲームではまたF2Pのゲームの収入源としてゲーム内広告を利用している。購入用のゲーム内アイテムの導入に加えて、エレクトロニック・アーツ(EA)はゲーム内広告を同社のゲームに組み込んだ。2007年8月、EAはMassive incorporatedとの契約を締結し、Massive社がEAゲーム内でリアルタイムにゲーム内広告を更新・変更できるようになった。独立ゲーム開発者のエドモンド・マクミランは収益の大半はゲームのイントロダクションとゲームのタイトル画面に広告を設置したことでスポンサーから得たものであると主張した。

## 歴史
オンラインゲームにおけるF2Pのビジネスモデルは韓国のネクソンによって開発された。F2Pを用いた最初のゲームはリー・スンチャン(Lee Seugchan)が開発しネクソンが1999年10月にリリースした『QuizQuiz』であり、スンチャンは後に『メイプルストーリー』を制作した。
F2Pのモデルは1990年代後半及び2000年代初期の『Furcadia』、『ネオペット』、『RuneScape』、メイプルストーリーなどの大きな成功を収めた子供・カジュアルゲーマー向けのMMOゲームのシリーズ 及び『Achaea, Dreams of Divine Lands』などのテキストベースのダンジョンが由来である。革新的な作品を生み出すことでも知られ、小規模の独立開発者もまたF2Pゲームをリリースし続けている。インターネットはF2Pモデルの使用の増加の主な影響として引用されており、特により大規模なゲーム企業及び批評家は増え続けるいつでもどこでも利用可能な無料コンテンツの需要を指摘した。
F2Pのゲームは韓国や中華人民共和国などの国々で特に流行した。日本でも『パズル&ドラゴンズ』『艦隊これくしょん -艦これ-』『アイドルマスター シンデレラガールズ』などのマイクロトランザクション型のF2Pのモバイルゲームとブラウザゲームが大人気となった。特に、日経新聞は『シンデレラガールズ』はマイクロトランザクションで毎月10億円以上の収益があると報じた。EAは韓国でリリースした『FIFA Online』において同社の作品で初めてF2Pのコンセプトを採用した。
2000年代後半には多くのMMOゲームがサブスクリプションからF2Pモデルへと移行し その中には『ロード・オブ・ザ・リングス オンライン』『Age of Conan: Hyborian Adventures』『ダンジョンズ&ドラゴンズ オンライン』 及び『Champions Online』などのサブスクリプション型のゲームも含まれていた。このサブスクリプション型のモデルからF2Pモデルへの移行は一部ではかなり恩恵があると証明されている。『Star Wars: The Old Republic』はサブスクリプション型からF2Pへと移行したゲームの好例である。2010年9月10日時点でTurbineはロード・オブ・ザ・リングス オンラインへキャッシュショップオプションと共にF2Pを導入したことで利益が3倍になった 。ソニーオンラインエンターテインメントの『エバークエスト』のサブスクリプション型からF2Pとサブスクリプションのハイブリッド型への移行後、アイテム売上が125%、ユニークログインが150%上昇し、アカウント登録数も3倍以上に増加した。
F2PのMMOが主流になっていく動きも他のジャンルにおいても一致していた。本モデルは大規模なデベロッパーと更なるジャンルにおいても採用され、『Battlefield Heroes』、『Free Realms』『Quake Live』及び『Team Fortress 2』 などのゲームが2000年代後半に登場した。しかしながらその実験は全てのジャンルで成功はしなかった。『エイジ オブ エンパイア』や『コマンド&コンカー』などの従来のリアルタイムストラテジーのフランチャイズは両作ともF2Pの作品を試みた。『Age of Empires Online』はプレイヤー層が少なく収益が停滞していた中で閉鎖され、『Command & Conquer: Generals 2』はプレイヤーからのネガティブな反応が原因でアルファ版で閉鎖された。
2011年にはAppleのApp Storeのトップ100ゲームの中で、F2Pゲームの収益が有料ゲームの収益を上回った。これらのゲームのゲーム内アイテムに金を使う人の数はゲームの質とメカニズムによって0.5%〜6%と幅がある。これは大多数の人々はゲームに金を費やさないということを意味するが、ゲームが無料で提供されているという事実から金を費やす人数はかなりの数に達する可能性があることも意味していた。実際にはモバイル広告代理店企業SWRVはプレイヤーの1.5％のみがゲーム内アイテムを購入しており、そのようなゲームの収益の50%はプレイヤーの10%からきていることが多いと述べた。それにもかかわらず、ワシントン・ポストはスーパーセル(『クラッシュ・オブ・クラン』)とMachine Zone(『Game of War: Fire Age』)の2つのゲームのデベロッパーは2015年のスーパーボウルで大物有名人(それぞれリーアム・ニーソンとケイト・アプトン)を起用したスポットCMを流すほどの余裕があったと指摘した。後者のGame of Warは実際にはアプトンが出演する約4000万ドル規模のキャンペーンの一環であった。
2012年時点で、『League of Legends』や『Heroes of the Storm』『Smite』『Dota 2』などのF2PのMOBAゲームは最も人気のあるPCゲームとなった 。ジャンルの成功により多くのビデオゲームのパブリッシャーがF2PのMOBAモデルをコピーするきっかけになった。
2015年の間に、Slice Intelligenceはモバイルゲームの製品を購入した人々を追跡調査し、それらのプレイヤーはF2Pのゲームに平均87ドルを費やしていた。2015年のプレイヤー当たりで最も高い支出があったのは『Game of War: Fire Age』で、プレイヤーは製品の購入に平均550ドルを費やしていた。

## 従来モデルとの比較
F2Pモデルはゲームの成功を販売本数と販売単価の掛け算で測っていた従来モデルからの移行として表現される一方で、F2Pでは最重要の要素はゲームを継続的に運営できるプレイヤー人数であり、その次にゲームのプレイヤーにどの程度魅力的な支出機会を提供するかが重要になってくる。ゲーム内購入を含む無料ゲームでは、2つの特に重要な事が起きる。第一には費用がかからないためより多くの人々がゲームを試してみるようになることであり、第二にプレイヤーのゲームへの興味や好みに応じて異なる金額を使うことができるため収益は従来のゲームより上回り得るということである。大多数のプレイヤーは無料でプレイしていて、金を払っているプレイヤーはほとんどいないと思われ、そのような極少数のプレイヤー（「クジラ」）が収益の大部分を支払っている。あるレポートでは収益の最大50%は0.15%(1万人中15人)のプレイヤー（「シロナガスクジラ」）からのものだと指摘されている。極少数のプレイヤーが彼らが楽しむゲームに何万ドルも費やしているという蓋然性は低くはない。
特にPCでは海賊版ゲームと高いシステム要件の2つの問題が存在していた。F2Pのモデルは比較的低いシステム要件で無料提供することで両方の問題を解決しようと試み、その結果、広告と追加コンテンツや他のプレイヤーより有利になれるマイクロペイメントによる資金供給で非常に利用しやすい体験を提供した。
F2Pはpay to playモデルよりも新しく、ゲーム業界は自社のゲームの収益を最大化する最適な方法を模索していた。ゲーマーの間では、プレイヤーが入手したい新規コンテンツの大半に金を払うことを要求されるF2Pに比べて、何を得られるかを正確に知っているため定価でゲームを購入することは未だに本質的に満足するものという事実が挙げられている。「Free-to-Play」の用語自体はネガティブな意味を持つものとして表現されており、あるゲームデベロッパーは「私達の希望は…『無料』という言葉がすぐに『浅い』『汚い』という言葉と結びつかなくなることだ」と語りこのことを指摘した。しかし、別の人物は特にゲームパブリッシャーにより提示された基準に従ったゲームであることが求められる家庭用ゲームの開発に比べて、フリーウェアゲームの開発はデベロッパーに創造的自由を最も多く与えていると指摘している。多くの種類の収益が実験されており、例えば、子供やカジュアルゲーマ向けゲーム『Free Realms』で、ソニーはロード画面での広告、ベスト・バイなどの企業がスポンサーとなっている無料の仮想アイテム、追加コンテンツをアンロックするためのサブスクリプションオプション、トレーディングカードゲーム、コミック本、キャラクターカスタマイズオプションを含むマイクロペイメントアイテムで製品から収益を上げた。

### Pay-to-Win
ゲームによっては、特別アイテムまたはダウンロードコンテンツ、クールダウンタイマーのスキップに対して金を支払うプレイヤーは、そのようなアイテムを入手できない無料プレイヤーより優位性を得ることができる。一般的には、FIFAのようなゲームで示されているように、他の方法では得られない無料プレイヤーに対してのゲームプレイ上の優位性をプレイヤーが得られる場合、そのようなゲームは批評家などから「Pay to win(ペイ・トゥ・ウィン)」(支払って勝つ、P2W)と呼ばれている。市場調査によると、中国では欧米諸国に比べてP2Wの仕組みはプレイヤーに受け入れられていると考えられており、中国のプレイヤーはゲームカフェ料金などゲームに関連する経常的なコストに慣れ親しんでいるためかと考えられている。
P2Wを避ける一般的な提案は支払いはゲームプレイに影響を与えずにゲーム体験を広げることのみに用いられるべきというものである 。例えば『Dota 2』、『League of Legends』(LoL)及び『メイプルストーリー』などのゲームは化粧(スキン)アイテムの購入だけできるようになっており、「無料プレイヤー」がゲームに金を費やしたプレイヤーとゲームプレイで差がつかないことを意味する。無料版と比較して制限を感じさせずにゲーム性を高める追加コンテンツに金を使うことをプレイヤーに奨励するゲームのバランスを見つけることを提案している。この理論はアイテムに金を払わないプレイヤーが口コミマーケティングによって製品の認知度を高め、それが最終的には間接的にゲームに利益をもたらすというものである。
珍しい例として、『World of Tanks』(WoT)ではサービス開始当初は金を払ったプレイヤーが金を使わないプレイヤーよりも有利になるP2Wを採用していたが、欧州のユーザーのニーズに合わせて有利になる砲弾と消耗品をリアルマネーを使わなくても購入できるように変更され、前述のDota 2やLoLのように課金の有無がゲームプレイに影響しない「Free to Win」を標榜していた。この時点でも課金キャラクターや課金武器に相当する課金車両といった要素や、100%のクルーの訓練レベル、プレミアムアカウント、経験値を無料経験値に変換するなどの勝率とゲームプレイに影響を与える機能は依然として金を支払うユーザーのみが利用可能であったが、公式のeスポーツ世界大会を開催するなどある程度公平的なゲームプレイを推進していた。しかし、2017年に公式のeスポーツ大会が崩壊して開発者が入れ替わって以降は公平性の宣伝はされておらず、強力な課金車両を次々実装するP2Wに戻っていった。

### Nagging
シングルプレイヤーゲームにおいては、無料ゲームが常にプレイヤーに追加コンテンツの購入を要求する傾向があることが懸念され、これはネイグウェア及びトライアルウェアがユーザーに「アップグレード」を頻繁に要求するのと似ている。ゲームを続けるか復活するために支払いを求められるのは、プレイヤーを苛立たせたりゲーム体験を阻害したりする。マーク・D・グリフィスなどの一部の心理学者はフリーミアムのゲームのメカニズムは搾取的であると批判し、ギャンブル依存症と直接的類似があると指摘した。

### 子供による購入
更に、F2Pゲーム内の至るところに存在ししばしば侵入的に使用されるマイクロトランザクションは時々子供達の不注意または故意による仮想グッズの大量購入を引き起こすことで、支払金額が高額になることがある。2013年2月には、Eurogamerはイギリスの家族の息子がF2Pゲーム『Zombies vs. Ninjas』をプレイ中に多額のマイクロトランザクションを支払った後、Appleが家族に1700.41ポンドを返金することで合意したと報じた。

## 概観
現行モデルへのF2Pの破壊的な影響を指摘しているIGN編集者のCharles Onyettは「高価で一回限りの購入は絶滅の危機に直面している」と語った。彼は大半のゲームにおける一度限りの料金を支払う現行の手法はいずれ完全に消え去るだろうと考えている。BioWareのGreg Zeschukは、F2Pがゲームの支配的な価格プランになる蓋然性が高いが、F2Pがサブスクリプション型のゲームに完全に取って代わる蓋然性はとても低いと考えていた。エレクトロニク・アーツなどのデベロッパーはフリーミアムの成功を指摘し、マイクロトランザクションは必然的に全てのゲームの一部分となるだろうと語った。一部のデベロッパーのこのモデルでの成功を認める一方で、任天堂などの企業はF2Pに懐疑的であり、ゲーム開発・販売の従来モデルに固執することを好んでいた。2015年2月、AppleはApple Storeで非フリーミアムの人気ソフトウェアを「Pay Once & Play」として取り上げ始め、それらを「アプリ内購入がないすばらしいゲーム…何時間も途切れることなく楽しめる完全な体験」と表現した。